# Матьяш Маркіч
Матьяш Маркіч (12 січня 1983) — словенський плавець.
Учасник Олімпійських Ігор 2008 року.
Призер Чемпіонату Європи з водних видів спорту 2004, 2006 років.
Чемпіон Європи з плавання на короткій воді 2008 року, призер 2005 року.